# Camping Rotterdam
Camping Rotterdam is sinds 2003 een jaarlijks cultureel weekend-evenement in het Rotterdam. Het programma bestaat onder andere uit korte theatervoorstellingen, sport- en spelactiviteiten en muzikale optredens. Er is mogelijkheid om bij het festivalterrein te kamperen. 
Het festival wordt in juli gehouden. De locatie lag de eerste jaren aan de voet van de Willemsbrug op het Noordereiland, later werd het verplaatst naar het Sidelingepark in Overschie. Camping Rotterdam werd in 2005 uitgeroepen tot het leukste stadsevenement. In 2006 kwamen er 22.000 bezoekers. 
Een bijzondere onderdeel is de stille disco. Deze vorm van disco bestaat uit dansen met een hoofdtelefoon die de muziek van de diskjockey ontvangt. Ook bij veel andere programmaonderdelen spelen bezoekers een actieve rol.